# Carmen Cerdeira
María del Carmen Cerdeira Morterero, née le 27 septembre 1958 à Ceuta et morte le 2 août 2007 dans la même ville, est une avocate et une femme politique espagnole.

## Biographie
Après une licence en droit obtenue à l'Université de Séville, Carmen Cerdeira devient avocate. Mais, elle quitte rapidement cette profession pour se consacrer pleinement à la politique.
En 1983, elle est élue conseillère municipale de Ceuta, sa ville natale, avec l'investiture du PSOE, puis, en 1986, elle conquiert un siège de sénatrice.
En 1989, elle a présenté devant la session plénière du Sénat de l'Espagne une proposition de loi proposant une réforme du Code civil pour mettre en application le principe de non-discrimination pour raison de sexe.
Maria del Carmen Cerdeira fut confrontée, comme déléguée du gouvernement, aux événements de la révolte des immigrés en octobre 1995, à Ceuta, près des Murallas Reales del Ángulo, un des monuments symboliques de la ville, qui se solda par des dizaines de blessés et la mort d'un agent de la police nationale, tué par balle.
En juin 1997, elle fut élue secrétaire des Movimientos Sociales de la Commission exécutive fédérale et en 1999, députée au Parlement européen, où elle siégea au sein de la Commission des libertés, de la justice et des questions intérieures.
Par ailleurs, ces dernières années, elle fut la présidente de la Société d'État pour l'action culturelle extérieure (SEACEX).
En 2003, elle s'est vu décerner le Prix María de Eza.
Carmen Cerdeira est décédée le 2 août 2007, à l'âge de 48 ans, dans sa ville natale de Ceuta, d'un cancer, contre lequel elle a vainement lutté pendant plusieurs années